# Odvar
Odvar se získá tak, že se části rostlin vloží do vody pokojové teploty, která se uvede do varu. Vaří se 10-15 minut, pak se nechá ještě asi 15 minut stát a scedí se.[zdroj?] Uvedeným postupem se obvykle připravují výluhy z drog obsahujících třísloviny (například dubová kůra) nebo z tvrdých částí rostlin (kořeny apod.).